# مجموعات العصابات اليسارية بإيران

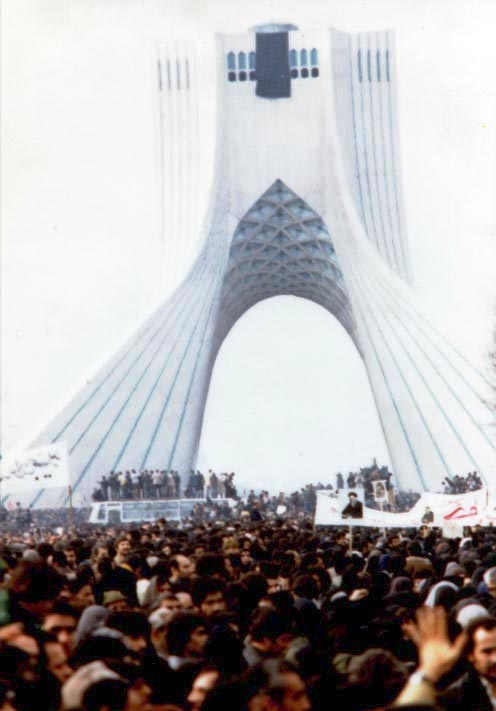

لقد كان هناك العديد من جماعات حرب العصابات اليسارية التي تحاول الإطاحة بالنظام الغربي الموالي للشاه محمد رضا بهلوي بارزة ونشطة في إيران منذ عام 1971 وحتى عام 1975. وتشترك هذه الجماعات جميعها في الالتزام بالصراع المسلح، غير أنها تختلف عن بعضها البعض من حيث الأيدلوجية. وتتميز العديد من هذه الجماعات بأنها ماركسية التوجه، غير أن الجماعة الأكبر — حركة مجاهدي خلق — تأسست باعتبارها منظمة اشتراكية إسلامية.
وفي حين لم تؤدِّ حركة حرب العصابات إلى الثورة التي تطيح بنظام بهلوي، يقال أن أربع منظمات مسلحة - فداء، ومنشب فداء توده الموالية، والمجاهدون الإسلامية والمجاهدون الماركسية - «قد منحت النظام رصاصة الرحمة،» أثناء حرب الشوارع في الفترة من 9-11 فبراير 1979.
السلام علاكم 

## الخلفية التاريخية
بحسب یرواند آبراهامیان، أحد الباحثين في هذا الموضوع:
من حيث الخلفية السياسية، يمكن تقسيم رجال حرب العصابات إلى خمس مجموعات:
1. سازمان فدائیان خلق إیران اکثریت (المنظمة الشعبية الإيرانية للمكافحين المسلحين من أجل الحرية)، والمعروفة اختصارًا باسم الفداء الماركسية؛
2. سازمان مجاهدين خلق إيران [ أو حركة مجاهدين خلق]؛
3. المنظمة الماركسية المنبثقة عن منظمة المجاهدين، المعروفة باسم المجاهدين الماركسية أو بيكار؛
4. تقتصر الجماعات الإسلامية الصغيرة في مجملها على التواجد في مكان واحد: جوريه أبو ذر (جماعة أبي ذر) في نهاوند، وجوريه شيعن راستين (جماعة الشيعة الصحيحة) في همدان، وجوريه الله أكبر (جماعة الله أكبر) في أصفهان، وجوريه الفجر (جماعة الفجر) في زهدان؛
5. الجماعات الماركسية الصغيرة. يضم هذا النوع كلًا من الجماعات المستقلة أمثال سازمان أزاديماكشي خلق يي إيران (منظمة تحرير الشعوب الإيرانية)، وجوريه لورستان (جماعة لورستان)، وسازمان أرمان خلق (منظمة المثل الشعبية)؛ والخلايا التي تنتمي إلى الأحزاب السياسية التي تدافع عن مبدأ النضال المسلح -جماعة الطوفان، ومنظمة حزب التوده الثورية، والحزب الديمقراطي الكردي، ومنظمة يسارية جديدة تُدعى جوريه اتحاد كومونيشا (جماعة الشيوعيين المتحدة). علاوة على ذلك، انضم بعض الفدائيين وهم على حافة الموت إلى حزب توده.

ويعتقد أن جماعات حرب العصابات تشكلت، نظرًا لأن حزب توده غير المسلح الشيوعي القائم على دعم العامة والذي كان يعاني مثل هذا القمع الشديد لم يعد قادرًا على مواصلة عمله بهذا الشكل، في حين أن رجال العصابات من جميع أنحاء العالم الخارجي أمثال ماو تسي تونغ، والجنرال فون نجوين جياب وتشي جيفارا قد حققوا، أو كانوا ليحققوا، الكثير من النجاح. وطرح آبراهيميان وصفًا لإستراتيجية رجال العصابات الإيرانية بأنها «الأعمال البطولية المتمثلة في المقاومة العنيفة والتي يُقصد منها فك سحر إرهاب الحكومة».
 في مثل تلك الحالات التي تتميز بعدم وجود روابط متينة بين أهل الفكر المثقفين وبين الجماهير، فلا نشبه عندها السمك في الماء، بل نشبه السمكة المنعزلة المحاطة بالتماسيح التي تهددها. فالإرهاب والقمع وغياب الديمقراطية قد جعل من المستحيل بالنسبة لنا إنشاء منظمات للطبقة العاملة. ولكي نفك سحر ضعفنا ولإثارة الأشخاص للاتجاه نحو العمل، يتحتم علينا اللجوء إلى النضال المسلح الثوري...
ينتمي رجال العصابات إلى الطبقة المتوسطة المتعلمة الكاسحة. وفي الفترة من عام 1971 إلى 1977، لقي نحو 341 منهم مصرعهم، وكان من بينهم ما يزيد عن 90% من المفكرين أولئك الذين يمثلون مصدرًا للمعلومات.

## معلومات تاريخية
يتمثل الحدث الذي يميزه معظم المؤرخين باعتباره بداية حقبة العصابات في إيران في هجوم 8 فبراير 1971 على مركز الدرك في سيكهال المطلة على بحر قزوين. قام رجال العصابات بقتل ثلاثة من رجال الشرطة وحرروا اثنين من رجالهم والذين ألقي القبض عليهم في وقت سابق.
ولقد كانت منظمات حرب العصابات نشطة نسبيًا في النصف الأول من من سبعينيات القرن العشرين  وفي مدة العامين والنصف بدءاً من منتصف عام 1973 وحتى عام 1975، أُغتيل ثلاثة رجال برتبة عقيد من رجال الأمم المتحدة، وجنرال فارسي ورقيب فارسي ومترجم فارسي يعمل بالسفارة الأمريكية جميعاً على أيدي جماعات رجال العصابات. وفي يناير 1976، حكم على أحد عشر شخصاً بالإعدام عن عمليات القتل هذه.
بحلول النصف الثاني من سبعينيات القرن العشرين، وبرغم ذلك، أخذت هذه الجماعات في التراجع، وبدأت تعاني من الطائفية والقمع الحكومي.
- لقد كانت حركة مجاهدي خلق (سازمان مجاهدين خلق إيران) في خضم مناقشة داخلية حول ما إذا كان سيتم مواصلة النضال المسلح، وقد أوردت المنشورات الخاصة بالجماعة بعضاً من الأعمال القتالية التي شهدها عام 1978 و«السكون النسبي»؛ حيث انخفض مستوى الأعمال القتالية بعد يونيو 1978.
- رجال العصابات المضحون من الحركة الشعبية الإيرانية (شيركاه فداء خلق إيران)، بحسب أحد قادة الجماعة، «تفككت الجماعة واختفت» بعد «ضربات عام 1976»، ونصبت الجماعة نفسها بشكل أساسي لحماية نفسها، ولم تشترك سوى في «العمليات المتفرقة» لإثبات أنها لازالت متواجدة على الساحة. ولم يتبق سوى بضع عشرات من الأعضاء بوجه عام. وتوصلت الجماعة بشكل أيدولوجي إلى أن الظروف الموضوعية لإقامة الثورة أصبحت غير موجودة، وفي إطار تصاعد الحركة الإسلامية، اعترفت المنظمة بارتكابها عدداً قليلاً نسبياً من الأعمال القتالية - واحد في صيف 1977، واثنان في أوائل عام 1978، وخمسة في صيف 1978، بحسب تصريحات الجماعة. في نهاية العام، ومع افتراض تزايد العضوية، بدأت المنظمة في الإسراع من وتيرة عملها، واعترفت بارتكابها نصف دزينة من الأعمال في ديسمبر 1978 ودزينة في يناير 1979.

### الثورة الإيرانية
بحلول أواخر عام 1978، أسهمت المظاهرات الحاشدة وعودة المعارضين من الخارج والضغط الممارس على قوات الأمن التابعة للنظام الملكي من الحركات الثورية في بث الروح في تلك الجماعات من جديد وبهذا، أصبحت جماعات العصابات نشطة "في قتل العسكريين وقادة الشرطة الإيرانيين والمشاركين في المظاهرات المعارضة على حد سواء... على مدار عام 1978 ... وأصبح الفدائيون والمجاهدون قادرين على... أن يصبحوا حركات لها وزنها، السواد الأعظم منهم من الشباب.” 
في أعقاب الثورة الإيرانية الإسلامية تعرضت معظم الجماعات بنجاح للقمع من جانب الجمهورية الإسلامية. واستمرت حركة مجاهدي خلق (PMoI) في القيام بعملياتها غير أنها انتقلت إلى العراق والتي كانت حينها في حرب مع الجمهورية الإسلامية. وحالياً، تصف حركة مجاهدي خلق (PMoI) نفسها باعتبارها جماعة معارضة لا عنفية ديمقراطية.

### جماعات العصابات الإيرانية الأكثر شهرة
- حركة مجاهدي خلق (مجاهدين خلق إيران)
- منظمة رجال العصابات الفدائيين الشعبيين الإيرانيين
- رجال العصابات الفدائيين الشعبيين الإيرانيين (أشرف دهقاني)
- منظمة الفدائيين الشعبيين الإيرانيين (الغالبية)
- منظمة الفدائيين (الأقلية)
- اتحاد الفدائيين الشعبيين بإيران
- بيكار